# Verwaltungsgemeinschaft Oelsnitz/Vogtl.
Die Verwaltungsgemeinschaft Oelsnitz/Vogtl. befindet sich im Vogtlandkreis im Freistaat Sachsen. Sie grenzt mit dem Dorf Ebmath der Kommune Eichigt direkt an die Tschechische Republik. Die nächste Stadt in Tschechien ist Hranice u Aše.
Der VG Oelsnitz/Vogtl. gehören an:
- die Stadt Oelsnitz/Vogtl.
- die Gemeinde Bösenbrunn
- die Gemeinde Eichigt
- die Gemeinde Triebel/Vogtl.

Die Stadt Oelsnitz selbst wie auch die Gemeinden Eichigt und Triebel/Vogtl. sind auch Mitglieder der tschechisch-deutschen Vereinigung bzw. Mikroregion Freunde im Herzen Europas.
Im Zuge der aktuellen Diskussion um eine Neuordnung der sächsischen Gemeinden – weg von den Verwaltungsgemeinschaften/Verwaltungsverbänden hin zu mehr Einheitsgemeinden – wurde vom vogtländischen Kommunalamt die Umwandlung der Verwaltungsgemeinschaft Oelsnitz in eine Einheitsgemeinde bei Eingemeindung der drei kleinen Gemeinden in die Stadt Oelsnitz vorgeschlagen.